# Giovanni Baratta

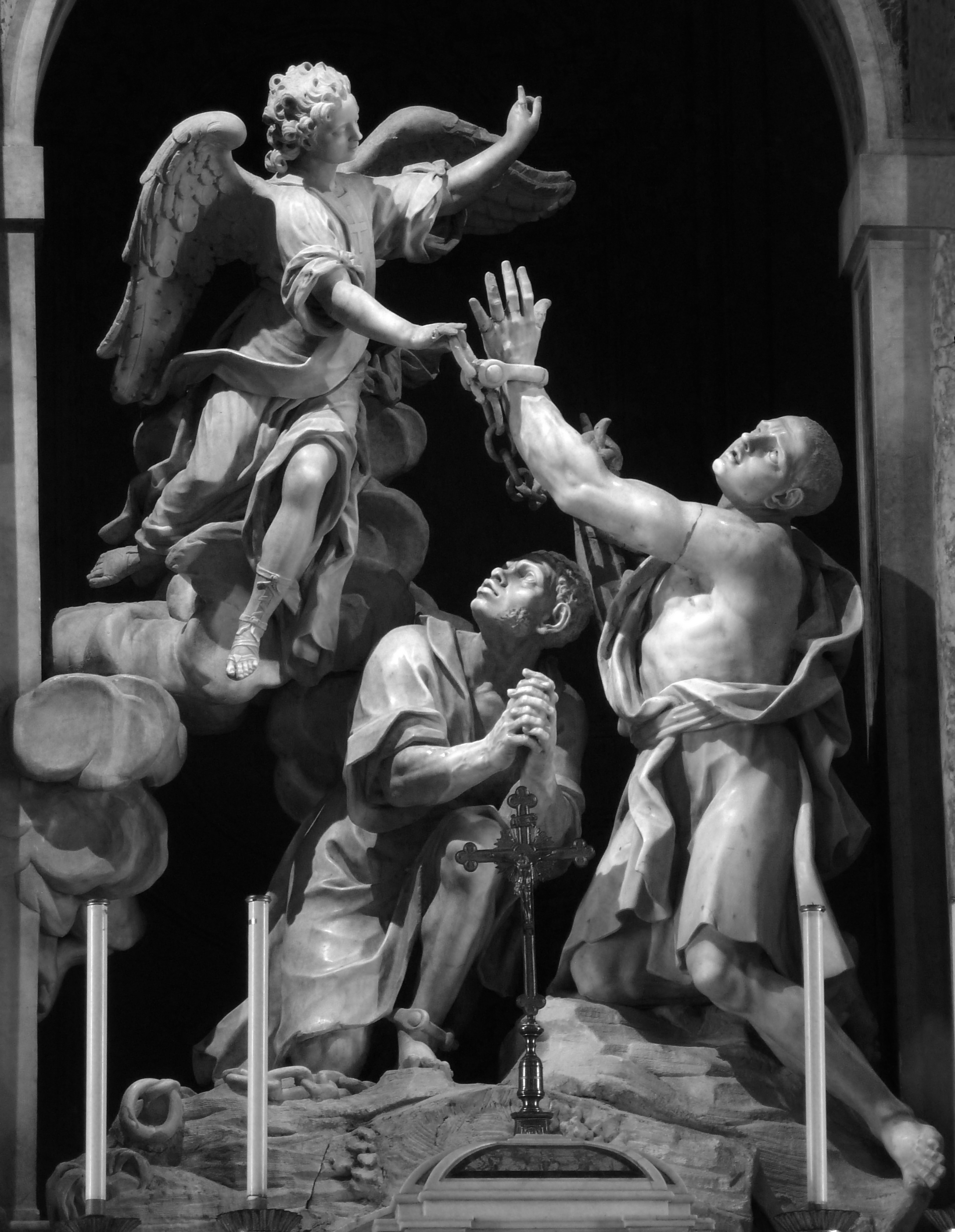
Giovanni Baratta: Gli schiavi liberati, (Livorno, chiesa di San Ferdinando)

Giovanni Baratta (Carrara, 13 maggio 1670 – Carrara, 21 maggio 1747) è stato uno scultore e architetto italiano, uno dei principali artisti dell'epoca tardobarocca; lavorò nel Granducato di Toscana, nella Repubblica di Lucca, oltre che nei domini dei Malaspina, sua terra natale e in Spagna..

## Famiglia
Giovanni Baratta nacque in una famiglia di scultori di Carrara. 
Egli era figlio di Isidoro Baratta e nipote di Francesco Baratta il Vecchio (ca. 1590-1666) e di Giovanni Maria Baratta (ca. 1627-1675).
I suoi fratelli furono Francesco Baratta il Giovane († 1731) e Pietro Baratta (1668-1729) i quali furono anche loro scultori. Suo nipote, Giovanni Antonio Cybei (1706-1784) lavorò per lui come assistente.

## Biografia
Fu allievo del celebre Giovan Battista Foggini e di Camillo Rusconi e trascorse un periodo della sua vita a Roma e poi a Firenze.
Lavorò anche a Lucca, Genova, Livorno, Torino e persino nella penisola iberica.
In particolare, a Livorno realizzò tre altari e il gruppo degli Schiavi liberati (1710-1717 circa) nella chiesa di San Ferdinando, progettata dallo stesso Foggini. Sempre nella città labronica a lui è stata attribuita, non senza incertezze, la facciata tardobarocca della chiesa della Santissima Annunziata, con le statue dell'Innocenza e della Mansuetudine forse eseguite da Andrea Vaccà; lavorò alla cappella del Santissimo Sacramento del Duomo.
A Lucca fu attivo nella chiesa di San Ponziano, dove realizzò un rilievo del tabernacolo, successivamente posto nella Basilica di San Frediano (cappella Cenami). A Bientina nella Chiesa di Santa Maria Assunta costruì nel 1701 il nuovo altar maggiore in marmo policromo.
A Firenze sua è la struttura della fontana di Palazzo Vivarelli Colonna, la statua di San Tommaso nella chiesa dei Santi Michele e Gaetano e il marmo di Diana cacciatrice in Palazzo Tolomei Biffi (1690 circa).
Nel 1729 lavorò a Fosdinovo, realizzando due nuovi altari laterali per la chiesa di San Remigio (quelli della Madonna del Suffragio e della Madonna del Carmine)

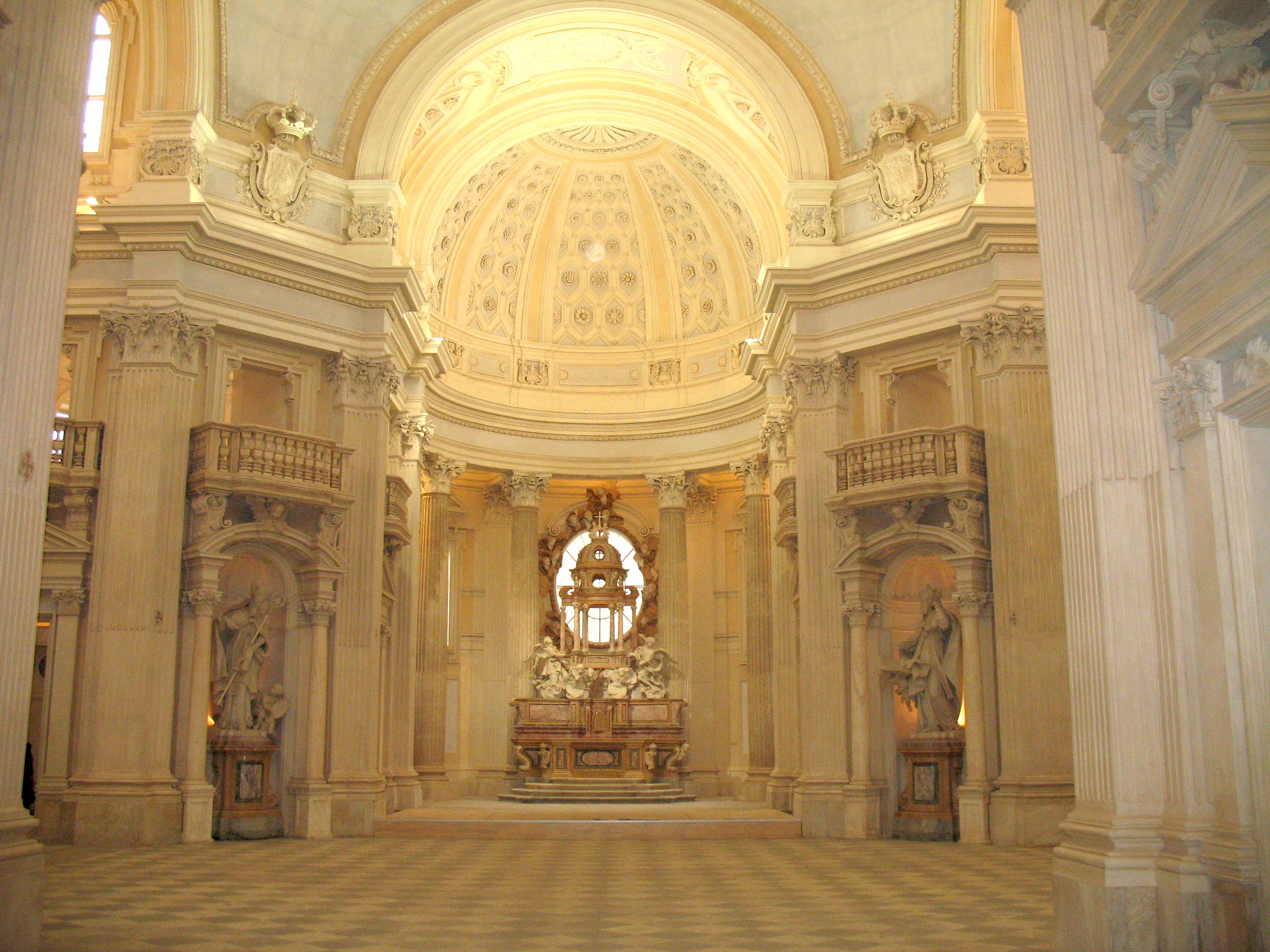
La chiesa di Sant'Uberto alla Venaria Reale

Curò l'apparato scultoreo della chiesa di Sant'Uberto nella Reggia di Venaria Reale, realizzando l'altare e, tra il 1728 e 1729, i quattro dottori della Chiesa.
Negli anni successivi è impegnato in numerose commissioni per il Palazzo Reale di Mafra in Portogallo e per il Palazzo Reale della Granja de San Ildefonso in Spagna.
Tra le ultime opere realizzate nella sua bottega, sotto la sua guida, la decorazione della nuova cappella del Santuario di Montenero a Livorno e la Gloria della Vergine per la Cattedrale di Sarzana.
Dopo la sua morte (1747) la direzione della bottega di famiglia fu assunta dal nipote ed allievo Giovanni Antonio Cybei.